# Szentgotthárd
Szentgotthárd (en alemán: St. Gotthard; en esloveno: Monošter) es la ciudad más occidental de Hungría. Está situada a orillas del río Rába, cerca de la frontera con Austria, y aquí vive la mayoría de la minoría de los eslovenos residentes en Hungría: en 2011, el 7% de sus habitantes eran eslovenos.

## Breve historia
La ciudad toma su nombre de la abadía cisterciense de Szentgotthárd, fundada en 1183, y creció alrededor de la misma.
En 1664, allí se libró la batalla de San Gotardo, donde un ejército de los Habsburgo austríacos, al mando de Raimondo Montecuccoli, derrotó a las tropas del Imperio otomano, tras lo que los turcos accedieron a negociar la paz de Vasvár, la cual estuvo vigente hasta 1683. Una segunda batalla de San Gotardo tuvo lugar en 1705 y concluyó con una victoria para los rebeldes húngaros de Rákóczi contrarios a los Habsburgo.
Durante la Segunda Guerra Mundial, Szentgotthárd fue capturada por las tropas soviéticas del Tercer Frente Ucraniano el 31 de marzo de 1945 durante la Ofensiva de Viena.
En la actualidad, la ciudad es considerada el centro cultural de los esloveno-húngaros.

## Economía
En la ciudad tienen sede plantas de manufactura automotriz de conglomerados, tales como Volkswagen, Opel y Suzuki.[cita requerida]
Así mismo, la ciudad cuenta con su canal de televisión propio, Gotthard TV.

## Nativos destacados
- Tibor Gécsek
- Ferenc Joachim